# Kanał Szczuczy
Kanał Szczuczy – kanał, przetoka wodna przechodząca przez mierzeję i łącząca jezioro Bukowo z Morzem Bałtyckim. Długość cieku to ok. 0,5 km.
W ujściu Kanału Szczuczego w półkolu zakreślonym promieniem długości 500 m w kierunku morza z punktu leżącego na środku linii łączącej oba brzegi ujścia ustanowiono stały obwód ochronny, gdzie obowiązuje zakaz połowu organizmów morskich.